# 러셀 피터스
러셀 피터스(Russell Peters, 1970년 10월 29일 ~ )는 캐나다의 배우이다.

## 영화
- 소스 코드 (영화)
- 뉴욕의 연인들 (2011년 영화)
- 아메리칸 셰프
- 빌리와 용감한 녀석들 3
- 정글북 (2016년 영화)
- 클리포드 더 빅 레드 독 (영화)

## 텔레비전
- Just for Laughs
- 밥스 버거스
- 패밀리 가이
- 보잭 홀스맨
- 라이프 인 피시즈
- 립 싱크 배틀